# 山口百惠ベスト・コレクションII 〜いい日旅立ち〜
『山口百惠ベスト・コレクションII 〜いい日旅立ち〜』（やまぐちももえベスト・コレクション・ツー いいひたびだち）は、山口百恵のベスト・アルバム。1995年9月1日にソニーミュージックよりリリースされた、The CD Club専用商品。

## 解説
- 同年2月に発売された『山口百惠ベスト・コレクション〜横須賀ストーリー〜』に続く、The CD Club専用商品第2弾。市販はされていない。
- ヒット曲中心だが、アルバムから4曲選曲されている。

## 収録曲
1. いい日旅立ち
2. ひと夏の経験
3. 少年の海（映画「潮騒」より）
  - アルバム『16才のテーマ』収録曲
4. ささやかな欲望
5. 歌い継がれてゆく歌のように
  - アルバム『百恵白書』収録曲
6. イミテイション・ゴールド
7. 赤い絆 (レッド・センセーション)
8. プレイバックPart2
9. Crazy Love
  - アルバム『This is my trial』収録曲
10. 絶体絶命
11. ラスト・ソング
  - アルバム『ドラマチック』収録曲
12. 美・サイレント
13. 愛染橋
14. ロックンロール・ウィドウ
15. 一恵

## 関連作品
- 山口百惠ベスト・コレクション〜横須賀ストーリー〜
- 16才のテーマ
- 百恵白書
- ドラマチック
- This is my trial